# Wilfred Jackson
Wilfred Jackson (ur. 24 stycznia 1906 w Chicago, zm. 7 sierpnia 1988 w Newport Beach) – amerykański reżyser filmowy, uznany twórca filmów animowanych.
Przez 33 lata pracował dla wytwórni filmowej Walt Disney Productions. Trzy wyreżyserowane przez niego krótkie metraże (Żółw i zając, 1935; Kuzyn ze wsi, 1936; Stary młyn, 1937) zdobyły Oscara za najlepszy krótkometrażowy film animowany.
Twórca lub współtwórca pełnometrażowych filmów powstałych w studiu Disneya, począwszy od Królewny Śnieżki i siedmiu krasnoludków (1937) przez Pinokia (1940), Fantazję (1940) i Dumbo (1941) aż po Piotrusia Pana (1953) i Zakochanego kundla (1955). Za Kopciuszka (1950) zdobył Złotego Niedźwiedzia dla najlepszego musicalu na pierwszym w historii MFF w Berlinie.
W czasie prac nad Zakochanym kundlem w 1953 doznał zawału serca, w wyniku którego nigdy już nie powrócił do pełni sił twórczych. Przeszedł oficjalnie na emeryturę w 1961.